# Aalto-2
Aalto-2 (von finn. Aalto „Welle“) war ein Kleinsatellit im Cubesat-Format und der erste finnische Erdsatellit. Er war Teil des QB50-Projekts, einer europäischen Initiative zur Ausbildungsförderung im Fach Raumfahrttechnik und zur Erforschung der oberen Erdatmosphäre. Die Aalto-2-Mission war nur teilweise erfolgreich; im Juni 2017 – nur drei Wochen nach dem Aussetzen ins All – ging der Kontakt mit dem Satelliten verloren.

## Satellit
Die Konstruktion von Aalto-2 begann im Jahr 2012 im Rahmen von Doktorarbeiten an der Aalto-Universität; Projektleiter war Jaan Praks, Assistenzprofessor für Elektroingenieurwesen. Später beteiligten sich auch Studenten anderer finnischer Universitäten.
Wissenschaftliche Hauptaufgabe des Satelliten war die Untersuchung der räumlichen und zeitlichen Veränderung verschiedener Eigenschaften der Thermosphäre, einer Schicht der oberen Erdatmosphäre. Insbesondere sollte dort die Elektronendichte vermessen werden. Dazu verfügte der Satellit über eine von der Universität Oslo gebaute Mehrnadel-Langmuir-Sonde. Weitere Messungen waren für die Phase des Wiedereintritts in die Atmosphäre geplant, die mit einer Plasmabremse beschleunigt werden sollte. Außerdem war Aalto-2 mit einem Funkbakensender auf der Amateurfunkfrequenz 437,335 MHz ausgestattet.

## Missionsverlauf
Der Satellit wurde im April 2017 zusammen mit 27 weiteren QB50-Satelliten in den Raumtransporter Cygnus OA-7 verladen. Am 18. April wurde der Transporter mit einer Atlas-V-Rakete auf den Weg zur Internationalen Raumstation gebracht, die er am 22. April erreichte. Am 25. Mai gegen 11:15 Uhr (UTC) wurde Aalto-2 durch eine Luftschleuse des Kibō-Moduls der Raumstation ins All ausgesetzt. Eine Stunde darauf empfing ein Funkamateur in Japan das Bakensignal.
Am 12. Juni 2017 meldeten die Projektverantwortlichen, dass man den Funkkontakt mit dem Satelliten verloren habe. 20 Monate später, am 6. oder 7. Februar 2019, verglühte er in der Erdatmosphäre.

## Aalto-1
Eigentlich hätte der Erdbeobachtungssatellit Aalto-1 der erste finnische Satellit werden sollen. Der Start dieses ebenfalls von der Aalto-Universität gebauten Cubesats verschob sich jedoch um Jahre; schließlich erreichte er erst einen Monat nach Aalto-2 eine Erdumlaufbahn. Die Aalto-1-Mission war ein voller Erfolg.